# Strategie Agmasjenebeli
Strategie Agmasjenebeli (Georgisch: სტრატეგია აღმაშენებელი, Strategia Agmasjenebeli) is een liberale, hervormingsgezinde en pro-Europese politieke partij in Georgië. De partij werd in 2016 opgericht onder de naam 'Nieuw Georgië' als afsplitsing van de Verenigde Nationale Beweging en had beperkt succes in verkiezingen.

## Geschiedenis
In mei 2016 verliet parlementslid Giorgi Vasjadze de Verenigde Nationale Beweging en kondigde de oprichting van een nieuwe partij aan om deel te nemen aan de verkiezingen van 2016. Hij wilde met deze stap "nieuwe personen in de politiek te brengen, met een nieuwe politieke cultuur, nieuwe ideeën en nieuwe mechanismen van besluitvorming", die naar zijn mening in zijn oude partij werden tegengewerkt.

### Oprichting
Op 5 juni 2016 hield Vasjadze met zijn team voor het parlement in Tbilisi de oprichtingsbijeenkomst van 'Nieuw Georgië' (Georgisch: ახალი საქართველო, Achali Sakartvelo). In zijn toespraak legde Vasjadze de nadruk op het bieden van een "compleet nieuw perspectief voor alle burgers, gebaseerd op de ervaring, tradities en cultuur van het Georgische verleden. Een nieuw Georgië is een land van succesvolle en waardige mensen". De partij werd op 8 juli 2016 geregistreerd.

### Allianties
Nieuw Georgië ging diezelfde zomer een electorale alliantie aan met Girtsji, Nieuwe Rechtsen en Staat voor de Mensen van operazanger Paata Boertsjoeladze, de naamgever van de alliantie. Girtsji trok zich vlak voor de verkiezingen uit het verbond terug als gevolg van interne ruzie. Het verbond haalde ruim drie procent van de stemmen in de verkiezingen, wat niet genoeg was voor zetels in het parlement en viel daarna snel uit elkaar.
Een jaar later organiseerde Vasjadze een nieuwe alliantie met drie andere kleine partijen voor deelname aan de gemeenteraadsverkiezingen onder de noemer 'Giorgi Vasjadze - Eenheid Nieuw Georgië', maar wist er slechts een zetel in het land mee te behalen. De partij sloot zich vervolgens aan bij de coalitie Kracht in Eenheid van de Verenigde Nationale Beweging voor een gezamenlijke oppositiekandidaat in de presidentsverkiezingen van oktober 2018. Partijleider Giorgi Vasjadze werd campagneleider van kandidaat Grigol Vasjadze. Voor het eerst in de Georgische politieke geschiedenis was er een tweede ronde nodig, die regeringskandidaat Salome Zoerabisjvili van Grigol Vasjadze won.

### Strategie Agmasjenebeli

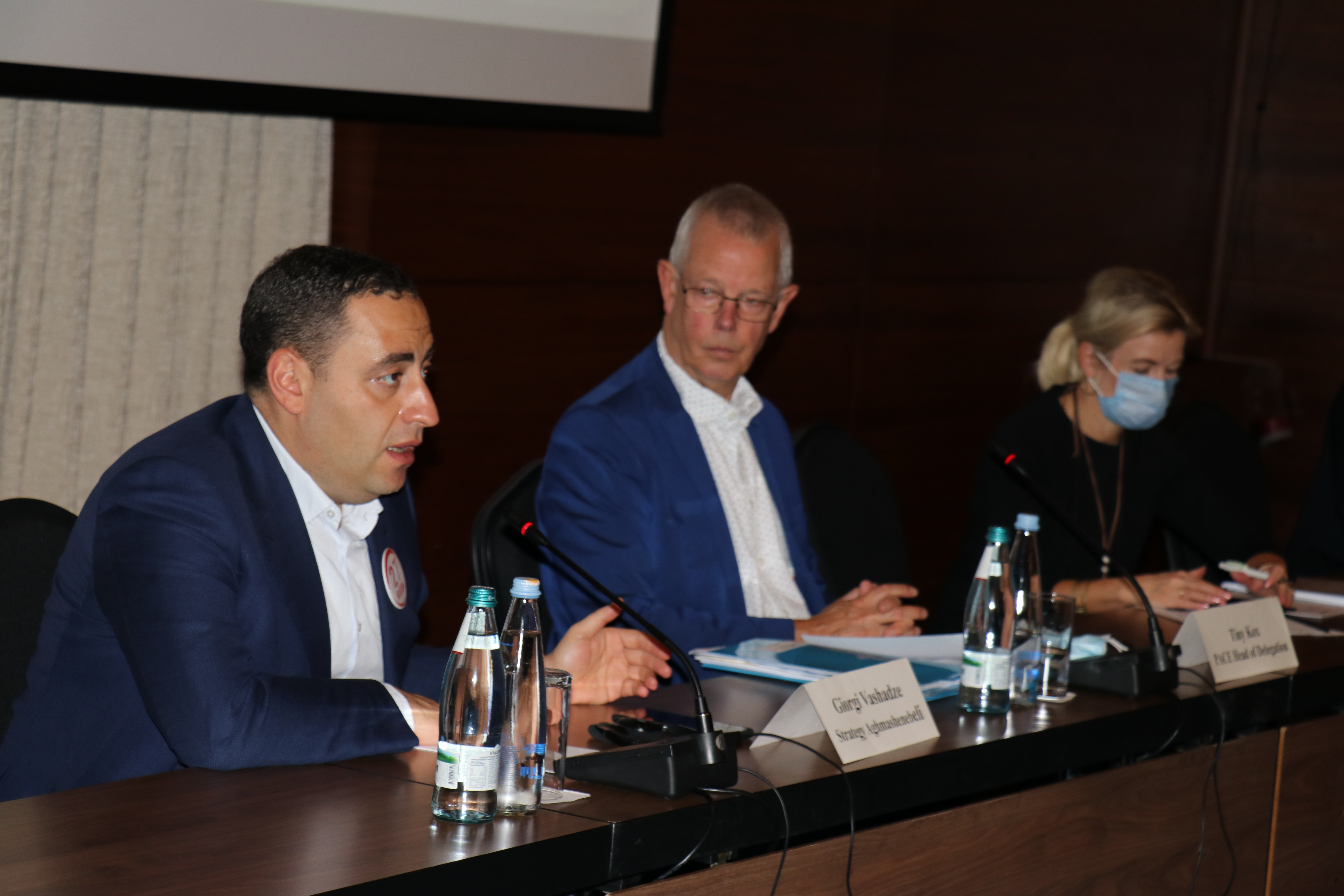
Partijleider Giorgi Vasjadze op de vooravond van de verkiezingen van 2020 met Tiny Kox, delegatieleider van de internationale waarnemers.

Op 27 juli 2020 presenteerde de partij een gezamenlijk platform met het kleine 'Recht en Rechtvaardigheid' voor de parlementsverkiezingen van 2020. Hiertoe werd de naam van 'Nieuw Georgië' veranderd in 'Strategie Agmasjenebeli'. De naam werd afgeleid van de strategische en daadkrachtige middeleeuwse Georgische koning David de Bouwer (Davit Agmasjenebeli), die regeerde tijdens de hoogtijdagen van het koninkrijk Georgië. De partij opende in korte tijd meer dan 35 regionale kantoren verspreid door het land.
De combinatie behaalde ruim drie procent van de stemmen, goed voor vier zetels. Uit protest tegen vermeende stembusfraude sloot de partij zich aan bij een oppositiebrede boycot van het parlement. Recht en Rechtvaardigheid stapte in april 2021 uit het gezamenlijke platform omdat ze het niet eens waren met het stoppen van de boycot, na een door de EU-president Charles Michel bemiddelde overeenkomst tussen de oppositie en de regerende Georgische Droom.
Niet lang daarna vormde Strategie een parlementaire fractie met de Republikeinse Partij, Girtsji – Meer Vrijheid, en afgesplitste leden van Europees Georgië en de Verenigde Nationale Beweging. Ze vernoemden de fractie naar Charles Michel, de Groep voor de hervormingen van Charles Michel. De fractie werd de basis voor een electorale alliantie in de gemeenteraadsverkiezingen van oktober 2021 onder de naam Derde Kracht, waar ook de buiten-parlementaire Vrije Democraten onderdeel van werden. De combinatie behaalde in slechts zeven gemeenten zetels. Niet lang daarna ging Strategie een verbond aan met de kleine en tevens aan ALDE gelieerde oppositiepartijen Girtsji – Meer Vrijheid en Droa.

### Europees pad

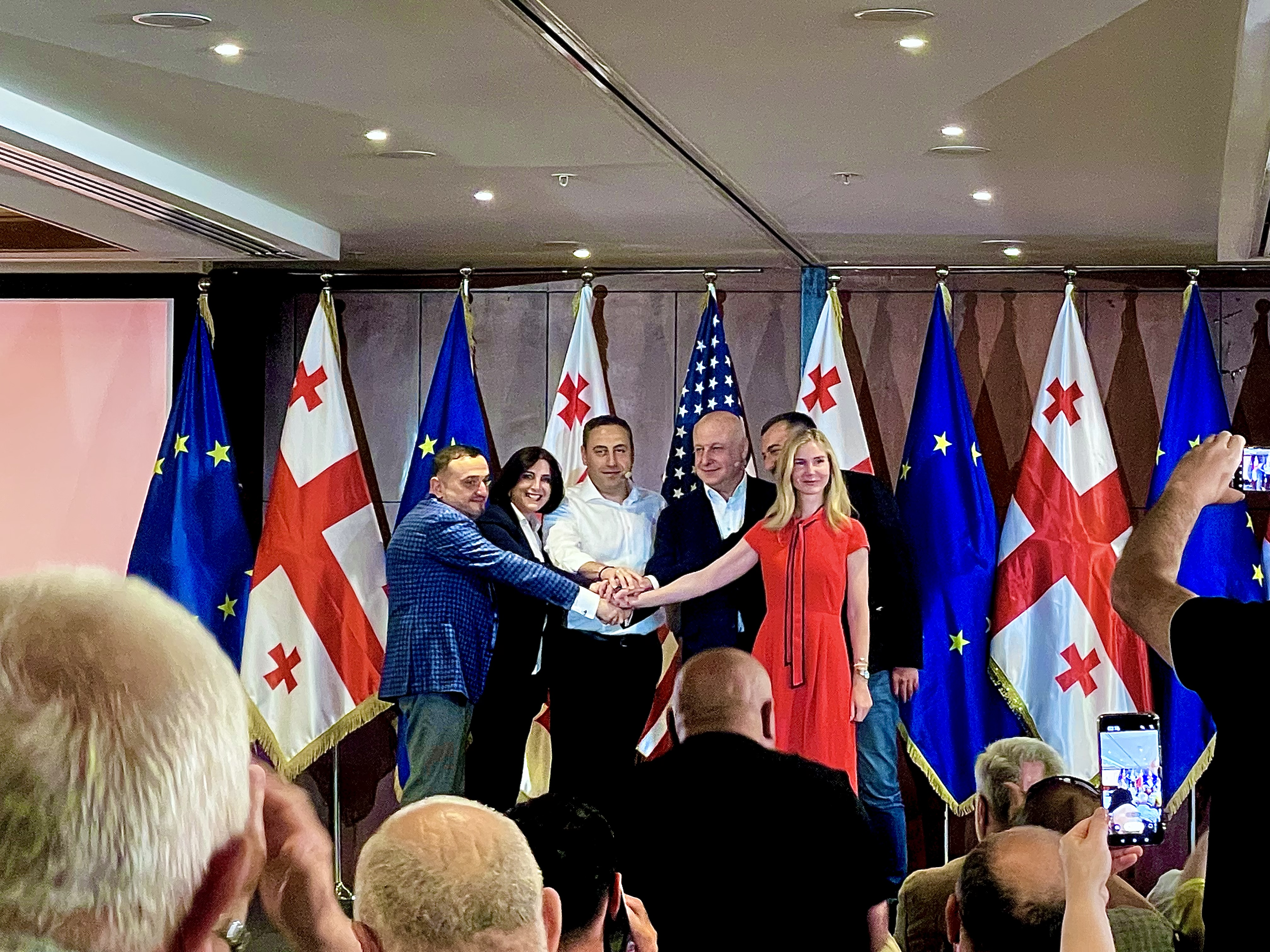
Strategie Agmasjenebeli ging in 2023 een verbond aan met de Verenigde Nationale Beweging, waar in 2024 ook Europees Georgië bij aansloot.

Strategie Agmasjenebeli zocht in 2023 weer toenadering tot de Verenigde Nationale Beweging, de grootste oppositiepartij en de oorsprong van de partij. Voor de verkiezingen van 2024 zou de kiesdrempel van vijf procent terugkeren, waar Strategie onder bleef zitten in peilingen. Op 20 juli 2023 sloten de twee partijen een overeenkomst voor een gezamenlijk verkiezingsplatform, "om de Russische partij van Ivanisjvili te verslaan", een verwijzing naar de regerende Georgische Droom.
De partij was fel tegenstander van de invoering van de zogeheten 'buitenlandse agenten-wet' door de regerende Georgische Droom, die de Europese toetreding in gevaar bracht. Volgens partijleider Vasjadze had de wet tot doel de "Georgische betrekkingen met westerse partners te verslechteren en hen te dwingen de relaties met Georgië te verbreken". In juni 2024 ondertekende de partij het 'Georgisch Handvest', een initiatief van president Salome Zoerabisjvili om de pro-westerse oppositie te verenigen achter een plan van aanpak om het land weer terug te krijgen op het pad van Europese toetreding.

### Verkiezingsfraude en boycot

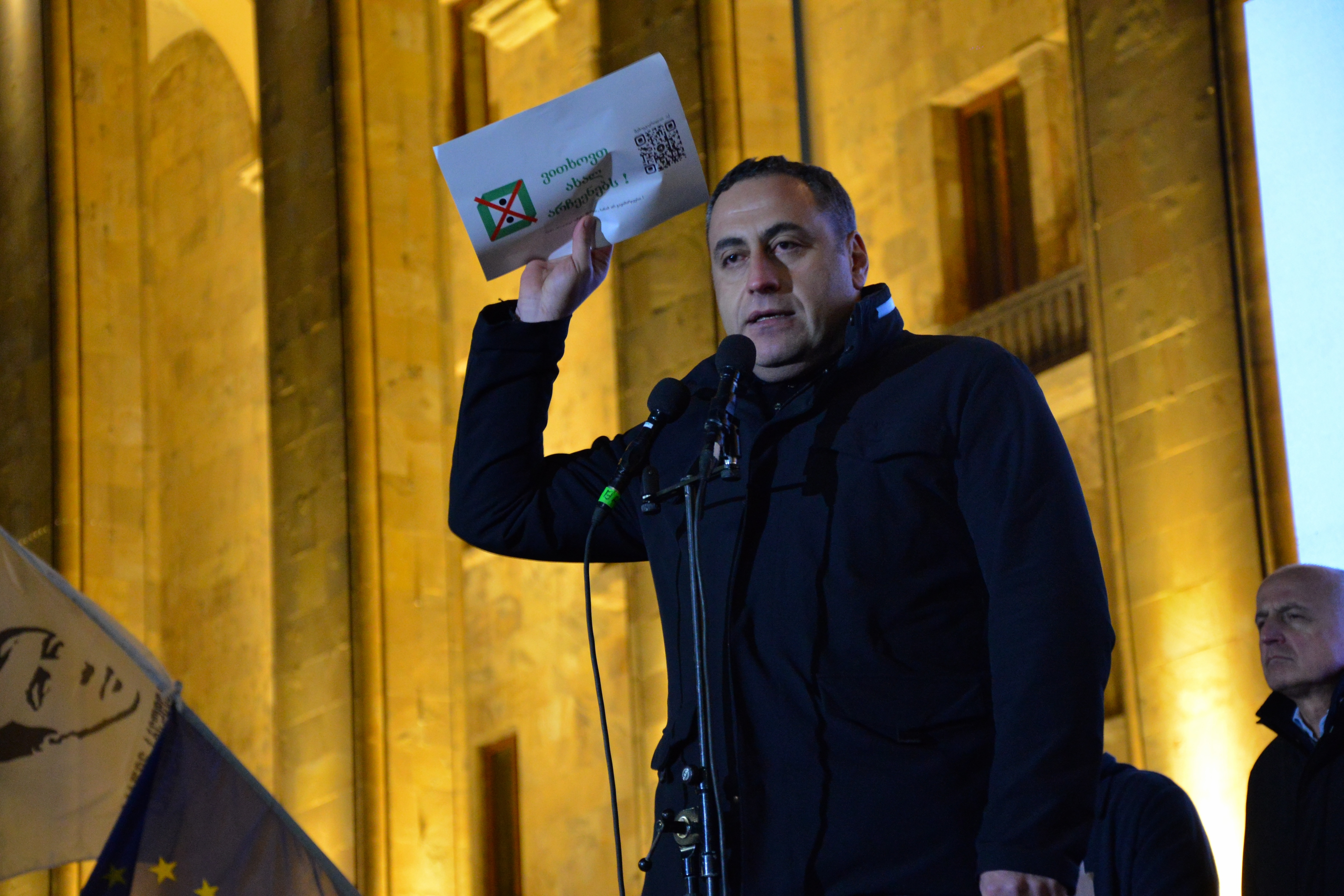
Giorgi Vasjadze bij demonstraties na de verkiezingen van 2024.

De partij was met twee leden vertegenwoordigd in de top-20 van de kandidatenlijst van de Verenigde Nationale Beweging, met Vasjadze op nummer twee. Vanwege nieuwe regels in de kieswet voor kandidaten op lijsten van derde partijen moest Vasjadze zijn partijleiderschap neerleggen. Vasjadze werd volgens de officiële uitslag in het parlement verkozen. De oppositiepartijen betwistten de uitslag vanwege fraude en boycotten het parlement.

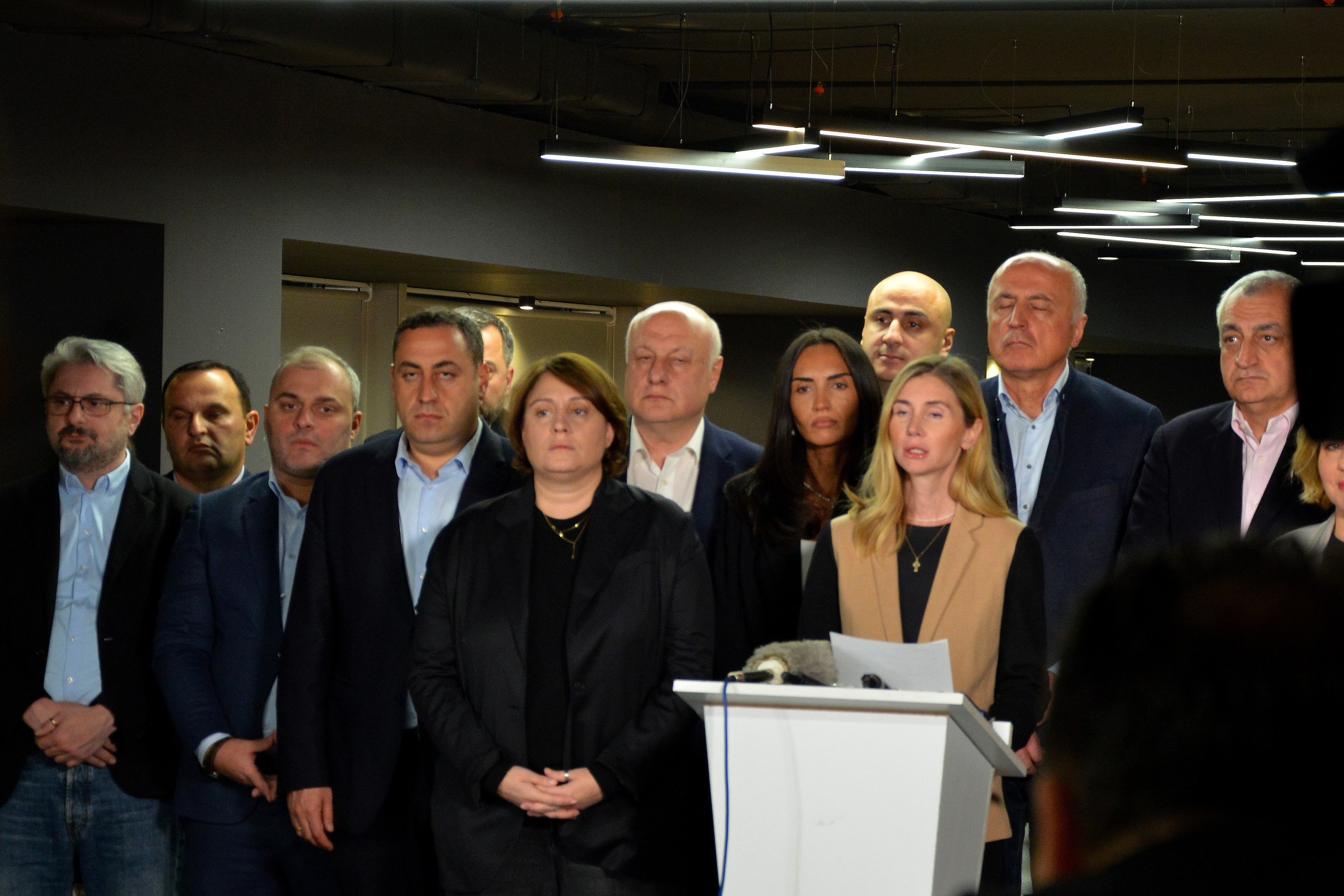
Oppositie als gezamenlijk front.

Ook boycotten ze de presidentsverkiezing in december 2024, die door een kiescollege zou worden gehouden, bestaande uit onder meer de nieuw gekozen parlementsleden. Op 5 februari 2025 werden de parlementaire mandaten van 49 verkozen leden van de oppositie, inclusief Vasjadze, op hun verzoek ingetrokken. De zetels bleven vacant omdat de partijlijsten ook geannuleerd waren. Tijdens de verkiezingscampagne maakte de regerende Georgische Droom duidelijk dat ze de partij schaart onder de "satellieten van de Verenigde Nationale Beweging", die ze allemaal wil gaan verbieden.
Partijleider Vasjadze werd op 24 juni 2025 veroordeeld tot zeven maanden celstraf en een verbod van twee jaar op publieke functies, omdat hij had geweigerd voor de zogeheten commissie-Tsoeloekiani te verschijnen. Deze was ingesteld om de vermeende misdaden begaan door de regering-Saakasjvili in de periode 2003-2012 te onderzoeken, met als doel de Verenigde Nationale Beweging en al haar satellietpartijen te verbieden. De partij boycotte met een groot deel van de pro-westerse oppositie de gemeenteraadsverkiezingen van 4 oktober 2025, omdat deelname een feitelijke erkenning van de in hun ogen illegale regering zou zijn en de verkiezingen een farce zouden worden.

## Ideologie
Strategie Agmasjenebeli wordt doorgaans gekarakteriseerd als een progressief-liberale en centristische of centrumrechtse partij. De partij is een sterk voorstander van Georgisch EU- en NAVO-lidmaatschap. De partij is voorstander van een kleinere overheid en deregulering van het onderwijs, het moderniseren van de Georgische economie, onder meer door middel van digitalisering.

### Hervormingen
Voor de verkiezingen van 2020 stelde de partij een vijftal prioriteiten, waarbij economisch ingezet werd op werkgelegenheid, lastenverlichting voor het midden- en kleinbedrijf en verlaging van rentetarieven voor leningen. Volgens de partij zouden gerechtelijke hervormingen nodig zijn om het investeringsklimaat te verbeteren om honderduizenden banen creëren in met name de bouw, maakindustrie, agrarische sector en hotelwezen. De partij wilde daarmee de negatieve handelsbalans terugdringen door minder afhankelijk te worden van import en meer lokaal te produceren.
Op het sociale vlak werden prijsverlagingen op medicijnen en afschrijven van rente voor gepensioneerden beloofd. De partij stelde een individueel zorgplan voor, waarin elke burger vanaf de geboorte zijn of haar gezondheid kan volgen en op de hoogte wordt gehouden van controles of noodzakelijke vaccinaties en hulp kan krijgen bij zorgvragen. Tevens wilde de partij het toenemende zorgtoerisme naar Georgië meer faciliteren. De partij sprak daarnaast met vijf gelijkgezinde partijen af om zich in te zetten voor landrestitutie. Hierbij zouden percelen die aantoonbaar duurzaam in gebruik zijn door personen, maar niet als zodanig op hun naam geregistreerd staan, als hun eigendom worden geregistreerd. Ook deregulering van privéonderwijs en liberalisering van het openbaar onderwijs werd afgesproken.

### Buitenlands beleid
Volgens de partij moet Georgië zo snel mogelijk lid worden van de NAVO, dat onder de regering van Georgische Droom langzaam van de agenda is verdwenen. Ook wil ze verdieping van de relatie met de Europese Unie, waar Georgische Droom na het binnenhalen van het associatieverdrag en het visumvrij reizen weinig vooruitgang in heeft geboekt, zo stelde de partij in 2020. Ook hier legde de partij de relatie met noodzakelijke binnenlandse hervormingen, in dit geval ten aanzien van het versterken van de democratie en rechtstaat. Ten aanzien van het beleid richting Rusland en de Russische bezetting van Abchazië en Zuid-Ossetië ziet de partij de noodzaak tot een anti-bezettingsstrategie en het versterken van de veiligheid langs de bezettingslijn, onder andere door het installeren van camera's en meer personele aanwezigheid van politiepersoneel.

## Publieksperceptie
In een publieksonderzoek uit 2023 werd de partij bekritiseerd vanwege haar populisme, inconsistentie en opportunisme. Ze werd door haar snel wisselende samenwerking met andere partijen gezien als wispelturig en onbetrouwbaar met een gebrek aan eerlijkheid en charisma. Dit werd versterkt door de sterke focus op leider en -oprichter Giorgi Vasjadze, waardoor Strategie Agmasjenebeli als eenmanspartij wordt gezien. De partij werd door respondenten als satelliet van de Verenigde Nationale Beweging gezien en er ideologisch mee gelijkgeschakeld alsmede met onder meer Europees Georgië en Lelo. Tegelijkertijd wordt de partij als innovatief omschreven en worden de hervormingscapaciteiten positief beoordeeld.

## Verkiezingsresultaten
Een overzicht van de verkiezingsuitslagen voor de partij.

### Parlementsverkiezingen
Strategie Agmasjenebeli was tweemaal onderdeel van een electorale alliantie en was eenmaal leider van een tweepartijenalliantie. In 2020 kwam de partij in het parlement dankzij de eenmalig verlaagde kiesdrempel van een procent. In 2024 deed de partij mee via de lijst van Verenigde Nationale Beweging en had in de top 20 twee kandidaten.
| 2016 | 1 | Via kieslijst Staat voor de Mensen         | Via kieslijst Staat voor de Mensen         | Via kieslijst Staat voor de Mensen         | Via kieslijst Staat voor de Mensen         | Via kieslijst Staat voor de Mensen         | 0 / 150 | Stabiel | Buiten-parlementair | [ 32 ] [ 33 ] |  |  |  |  |
| 2020 | 2 | 60.671                                     | 3,15                                       | 5                                          | 4                                          | 0                                          | 4 / 150 | Nieuw   | Oppositie           | [ 34 ]        |  |  |  |  |
| 2024 | 5 | Via kieslijst Verenigde Nationale Beweging | Via kieslijst Verenigde Nationale Beweging | Via kieslijst Verenigde Nationale Beweging | Via kieslijst Verenigde Nationale Beweging | Via kieslijst Verenigde Nationale Beweging | 1 / 150 | 3       | Oppositie           | [ 35 ]        |  |  |  |  |
| 2024 | 5 | Via kieslijst Verenigde Nationale Beweging | Via kieslijst Verenigde Nationale Beweging | Via kieslijst Verenigde Nationale Beweging | Via kieslijst Verenigde Nationale Beweging | Via kieslijst Verenigde Nationale Beweging | 1 / 150 | 3       | Buiten-parlementair | [ 35 ]        |  |  |  |  |
|      |   |                                            |                                            |                                            |                                            |                                            |         |         |                     |               |  |  |  |  |

### Presidentsverkiezingen
In 2018 steunde de partij de gezamenlijke oppositiekandidaat van Verenigde Nationale Beweging, die in de tweede ronde verloor van Salome Zoerabisjvili.
| 2018 | Grigol Vasjadze | Verenigde Nationale Beweging | 601.224 | 37,7 | 780.680 | 40,5 | [ 36 ] |  |  |  |  |  |  |  |
|      |                 |                              |         |      |         |      |        |  |  |  |  |  |  |  |

### Gemeenteraadsverkiezingen
De partij deed in 2017 mee als electorale alliantie onder de naam Giorgi Vasjadze – Eenheid Nieuw Georgië. Ze wist een zetel te winnen im de gemeente Tsalka. Partijleider Giorgi Vasjadze werd zesde in de burgemeestersverkiezing in Tbilisi. In 2021 deed de partij mee als trekker van de electorale alliantie Derde Kracht en won acht zetels in zeven gemeenten. De gemeenteraadsverkiezingen vinden in Georgië plaats in een gemengd kiesstelsel, met een stem op een gesloten partijlijst voor de evenredige vertegenwoordiging, waar een kiesdrempel van drie procent geldt, en een stem op een kandidaat in enkelvoudige kiesdistricten.
| 2017 | 27                     | 18,426                 | 1,23                   | 7                      | 1                      | 0                      | 1 / 2.043              | Nieuw | [ 38 ] [ 39 ]        |  |  |  |  |  |
| 2021 | 27                     | 23.629                 | 1,34                   | 5                      | 8                      | 0                      | 8 / 2.068              | 7     | [ 40 ] [ 41 ] [ 42 ] |  |  |  |  |  |
| 2025 | Geen deelname (boycot) | Geen deelname (boycot) | Geen deelname (boycot) | Geen deelname (boycot) | Geen deelname (boycot) | Geen deelname (boycot) | Geen deelname (boycot) |       |                      |  |  |  |  |  |
|      |                        |                        |                        |                        |                        |                        |                        |       |                      |  |  |  |  |  |

## Partijleiders
Partijvoorzitters worden gekozen door het partijcongres. Vanwege nieuwe verkiezingsregels in 2024 om mee te mogen doen op een kieslijst van een derde partij, moest Giorgi Vasjadze van zijn voorzitterschap en lidmaatschap afstand doen. Vicevoorzitter Besik Vasjadze nam het voorzitterschap waar.
| # | Naam            | Van  | Tot  | Noot |
| - | --------------- | ---- | ---- | ---- |
| 1 | Giorgi Vasjadze | 2016 | 2024 |      |
| 2 | Vacant          | 2024 |      |      |
|   |                 |      |      |      |

## Internationale relaties
Strategie Agmasjenebeli werd op 11 december 2021 een volledig lid van de Europese liberale koepelpartij ALDE. De partij was actief in de liberale koepelpartij met het verwerven van steun voor de Georgische integratie in de Europese Unie en tegen de ondermijning van de democratie door regeringspartij Georgische Droom.